# Џејкобова одбрана
Џејкобова одбрана (енгл. Defending Jacob) америчка је мини-серија по истоименом роману Вилијама Ландеја из 2012. године. Аутор серије је Марк Бомбак, док режију потписује Мортен Тилдум. Приказивана је од 24. априла до 29. маја 2020. године. Главне улоге глуме: Крис Еванс, Мишел Докери, Џејден Мартел, Чери Џоунс, Пабло Шрајбер, Бети Габријел, Сакина Џафри и Џеј Кеј Симонс.
Добила је углавном позитивне рецензије критичара, који су похвалили глумачку поставу (нарочито Еванса, Докеријеву и Мартела), двосмисленост и емоционалну тежину, али су критиковали темпо, трајање и завршетак. Такође је друга најгледанија серија за Apple TV+.

## Радња
Шокантни злочин уздрма мали градић у Масачусетсу и једну породицу, присиљавајући помоћника окружног тужитеља да бира између своје заклете дужности да подупире правду и безрезервне љубави према свом сину.

## Улоге

### Главне
| Глумац        | Улога       |
| ------------- | ----------- |
| Крис Еванс    | Енди Барбер |
| Мишел Докери  | Лори Барбер |
| Џејден Мартел | Џејк Барбер |
| Чери Џоунс    | Џоана Клајн |
| Пабло Шрајбер | Нил Ложудис |
| Бети Габријел | Пeм Дафи    |
| Сакина Џафри  | Лин Канаван |

### Споредне
| Глумац               | Улога           |
| -------------------- | --------------- |
| Џеј Кеј Симонс       | Били Барбер     |
| Данијел Хеншал       | Леонард Пац     |
| Бен Тејлор           | Дерек Ју        |
| Џордан Алекса Дејвис | Сара Грол       |
| Меган Бирн           | Џоун Рифкин     |
| Патрик Фишлер        | Ден Рифкин      |
| Пурна Џаганатан      | др Вогел        |
| Лизи Шорт            | Меријен Барбер  |
| Вилијам Ксифарас     | Џејмс О’Лири    |
| Лени Кларк           | достављач хране |
| Мишел Виолет         | Паула Ђането    |

## Епизоде
| Бр. еп. | Наслов | Редитељ       | Teleplay by | Премијера       |
| ------- | ------ | ------------- | ----------- | --------------- |
| 1       |        | Мортен Тилдум | Марк Бомбак | 24. април 2020. |
| 2       |        | Мортен Тилдум | Марк Бомбак | 24. април 2020. |
| 3       |        | Мортен Тилдум | Марк Бомбак | 24. април 2020. |
| 4       |        | Мортен Тилдум | Марк Бомбак | 1. мај 2020.    |
| 5       |        | Мортен Тилдум | Марк Бомбак | 8. мај 2020.    |
| 6       |        | Мортен Тилдум | Марк Бомбак | 15. мај 2020.   |
| 7       |        | Мортен Тилдум | Марк Бомбак | 22. мај 2020.   |
| 8       |        | Мортен Тилдум | Марк Бомбак | 29. мај 2020.   |